# Classical Gas
«Classical Gas» es una canción instrumental del guitarrista estadounidense Mason Williams, publicada originalmente en 1968 en el álbum The Mason Williams Phonograph Record. La canción ha sido publicada en numerosas ocasiones por el mismo Williams con diferentes arreglos, además de tener una gran cantidad de versiones realizadas por artistas como Cozy Powell, Ronnie Aldrich, Vanessa-Mae, Chet Atkins y Cacho Tirao. Williams grabó una versión completamente acústica de la canción para su álbum de 1970 Handmade, la cual se convertiría en una de las versiones más populares de la canción.
En el episodio "Last Exit to Springfield" de la serie televisiva Los Simpsons, Lisa toca la canción en una guitarra acústica a pedido de Lenny Leonard.

## Premios
- En 1969 ganó tres premios Grammy: Por mejor composición instrumental, por mejor canción instrumental de pop y por mejor arreglo instrumental.[4]